# Acaraú
Acaraú is een gemeente in de Braziliaanse deelstaat Ceará. De gemeente telt 54.753 inwoners (schatting 2009).
De gemeente grenst aan Cruz, Bela Cruz, Amontada, Morrinhos, Marco en Itarema.